# Chiesa della Madonna del Cavalluzzo
La chiesa della Madonna del Cavalluzzo è un edificio sacro situato a Montemerano, nel comune di Manciano.

## Storia e descrizione
L'edificio, che ha subito radicali trasformazioni, risale almeno al Quattrocento. L'ultimo recentissimo rimaneggiamento, attuato con il placet della Sovrintendenza di Siena e Grosseto, ha reso l'esterno dell'edificio del tutto simile alle brutte villette a schiera che lo circondano.
Preceduto da un portico, è ad aula unica con l'altare maggiore settecentesco in gesso e stucco, contraddistinto da un timpano spezzato con angiolini a tutto tondo. L'altare incornicia un affresco quattrocentesco raffigurante la Madonna col Bambino, due angeli e San Rocco inginocchiato. La raffigurazione di San Rocco, oltre che al culto tributato al santo come protettore contro la peste, è collegabile alla solenne festa che si celebrava nella cappella il 16 agosto.
Ai lati dell'altare, frammenti di affreschi quattrocenteschi: sulla destra è raffigurato San Biagio vescovo, riconoscibile per il caratteristico attributo del pettine in ferro.